# A Rocha
A Rocha (du portugais pour « le rocher ») est un réseau chrétien international d'organisations de défense de l'environnement, créé au Portugal en 1983 par Miranda et Peter Harris. Son objectif est de soutenir des projets en faveur de la protection de l'environnement, soit par des initiatives locales impliquant les communautés, soit par la recherche scientifique, soit par l'éducation à l'environnement.

## Histoire
A Rocha a été fondé en 1983 par le pasteur anglican Peter Harris en tant qu’association caritative anglaise, afin d’établir un centre chrétien d’études de terrain au Portugal, à Cruzinha . Le centre de Cruzinha est établi à côté de Ria de Alvor et à la surprise de tous, la réponse des habitants locaux est très positive[réf. nécessaire] ; les premiers résultats des études de terrain et le travail scolaire commencent à susciter de l’intérêt. Le projet portugais disposant maintenant d’une gestion nationale, la décision est prise de se concentrer spécifiquement sur des projets chrétiens de protection de la nature dans des régions défavorisées du monde. En 2000, A Rocha a implanté des projets dans huit pays, tous à différents stades de croissance et de développement, une structure est désignée pour le travail futur qui permette aux mouvements nationaux une liberté complète d’initiatives et d’action, tout en assurant l’encadrement et l’échange d’expériences au travers de la nouvelle organisation mère, A Rocha International (ARI). De 2002 à 2006, huit nouvelles organisations nationales rejoignent officiellement la famille : Finlande, Bulgarie, Pays-Bas, Inde, Ghana, Afrique du Sud, Pérou et Brésil ; l’équipe internationale est renforcée par les nominations d’un directeur scientifique basé au Portugal, d’un coordinateur européen basé à Bruxelles et d’un directeur du développement basé en France. Après avoir opéré pendant huit ans avec une petite équipe internationale dispersée, ARI se restructure en 2008-2009 afin que la direction soit partagée par une petite équipe de direction basée en Angleterre ; d’autres spécialistes s’y joignent, dont Dave Bookless, afin d’apporter une expertise théologique et assurer que notre programme scientifique de conservation s’inscrive dans nos valeurs chrétiennes ; trois nouvelles organisations nationales rejoignent la famille : Nouvelle-Zélande, Suisse et Ouganda. D’autres étendent leur influence. Au Canada, il y a alors trois pôles : en Colombie Britannique, au Manitoba et en Ontario, et le Dimanche de la Bonne Graine aide les églises de tout le pays à prendre soin de la création. En 2019, Peter et Miranda Harris et Chris Naylor, directeur exécutif d’A Rocha International, ainsi que sa femme Susanna, sont impliqués dans un grave accident de voiture en Afrique du Sud. Miranda, Chris et Susanna n’y survivent pas.

### Organisation et répartition géographique
L'organisation est formée de A Rocha International et de multiples organisations qui peuvent être nationales ou orientées vers un projet en particulier, et conservent leur indépendance.

### Principales activités
Les activités d'A Rocha, sont principalement  :
- Recherche et conservation :

A Rocha met en place un programme forestier africain pour conserver 50 000 hectares de forêts menacées au Ghana, au Nigeria, en Ouganda et au Kenya, ainsi qu’un programme de conservation marine pour protéger les océans et soutenir les populations qui en dépendent.
- Soutien à l’Église mondiale :

Pour intégrer la protection de la création dans l’ADN des Églises locales et des mouvements mondiaux, A Rocha identifie et forme des intervenants clés, crée et conserve des ressources en ligne, engage des institutions théologiques influentes, diffuse des programmes d’engagement des Églises (comme Eco Church et Église Verte) et entretient des partenariats avec des réseaux mondiaux.
- Éducation à l’environnement :

Chaque année, A Rocha fait participer des milliers de personnes, de tous âges et de toutes confessions, à des activités qui les initient aux questions environnementales sur le plan local et mondial.

## A Rocha France

### Histoire

#### Débuts en France
En février 1997, Peter et Miranda Harris choisissent comme nouveau terrain de mission la France, pays qu'ils connaissent relativement bien. Ils décident de s'installer à côté d'Arles, dans la vallée des Baux, encouragés par la communauté des sœurs de Pomeyrol. Grâce au réseau de Peter, plusieurs volontaires canadiens, anglais, néerlandais et français viennent aider à lancer le projet. Grâce à un généreux donateur rencontré par hasard et à qui il a parlé d'A Rocha, Peter Harris peut acheter en 2001 un centre, les Tourades, à côté d'Arles. Les statuts de l'association sont déposés en février 2000. Elle compte parmi ses membres fondateurs le pasteur, écrivain et conférencier Frédéric Baudin.

#### Installation aux Courmettes
En 2009, c'est sous la direction de Paul Jeanson que A Rocha reprend la gestion du domaine des Courmettes. Cette propriété de 600 hectares sur les hauteurs de la Côte d'Azur, entre Vence et Grasse appartient alors depuis 90 ans à une œuvre protestante, Amiral de Coligny, et cherche un repreneur. Au début des années 2010, A Rocha France connaît de sérieuses difficultés financières. À partir de 2014, la situation des Courmettes s'améliore avec le renforcement de l'équipe. Jusqu'à 10 personnes travaillent au domaine, dont la vocation est de s'affermir en tant que centre de formation à l'environnement. Dans les cinq années qui suivent, les événements, séminaires, formations et ateliers se développent et s'enchaînent régulièrement aux Courmettes, complétés par l'accueil de mariages pour contribuer à l'équilibre financier.

#### Les années 2020
En janvier 2020, à l'occasion des vingt ans de l'association française, le magazine mensuel protestant réformé évangélique Nuance a consacré un numéro entier à A Rocha France.
A Rocha revend le centre des Tourades, et le remplace par le Mas Mireille, situé près d'Arles, en Provence, dans la Vallée des Baux, à l'extrême sud du Parc naturel régional des Alpilles. La vocation première de ce nouveau centre est la réalisation de suivis scientifiques et de travaux de gestion des espaces naturels.

### Activités

#### Église verte
Lancé le 16 septembre 2017, le label œcuménique Église verte est mis en œuvre par les associations A Rocha et AVEC (Accompagnement vers une écoresponsabilité chrétienne),.

#### Réseau des ambassadeurs
Lancé officiellement par A Rocha France le 21 janvier 2021, le « réseau des Ambassadeurs » se donne pour objectif de développer l'intégration de la dimension écologique dans le monde chrétien à travers trois axes : 
- former des chrétiens informés et motivés par la question écologique dans un contexte de foi ;
- envoyer des ambassadeurs pour parler de la crise environnementale (en particulier auprès des chrétiens : dans les églises, les groupes de jeunes, etc.) ;
- créer des groupes inter-églises de réflexion, de discussion et d’action autour des enjeux écologiques.